# Alice Krayenbühl
Alice Krayenbühl gift Jeppesen (28. januar 1895 på Frederiksberg - 19. januar 1987) var en dansk civilingeniør, kunstskøjteløber og tennisspiller medlem af KB Tennis.
Krayenbühl vandt tre danske mesterskaber i kunstskøjteløb 1917, 1922 og 1924 og som tennisspiller syv danske mesterskaber i damesingle under årene 1915-1920.
Alice Krayenbühl blev i 1923 gift med musikhistorikeren og komponisten Knud Jeppesen (1892-1974). Hendes forældre var civilingeniør Jean Charles Valdemar Krayenbühl (1861–1931) og Fanny Elisabeth Thiele (1863–1930).